# El ratico
«El ratico» es una canción del cantante y compositor colombiano Juanes, en colaboración con la cantante colombo-estadounidense Kali Uchis y lanzada como el cuarto sencillo de su séptimo álbum de estudio Mis planes son amarte. Fue compuesta por él junto con Kali, Carlos Alejandro Patino y Alejandro Ramirez y producida por Kacho de igual manera.

## Lista de canciones

### Descarga digital
- 'El ratico' (feat. Kali Uchis)'- 2:46[5]
- 'El ratico' (feat. Kali Uchis) [MOSKA Remix]'- 2:52[6]

## Posicionamiento en listas
| Lista                              | Mejor posición |
| ---------------------------------- | -------------- |
| Colombia (Top 100 Digital)         | 19             |
| Estados Unidos (Latin Pop Airplay) | 10             |
| Estados Unidos (Latin Airplay)     | 23             |
| México (Top 100 Digital)           | 45             |
| México (Mexico Airplay)            | 31             |
| México (Mexico Espanol Airplay)    | 13             |

## Historial de lanzamiento
| Región         | Fecha               | Formato                     | Discográfica           | Ref. |
| -------------- | ------------------- | --------------------------- | ---------------------- | ---- |
| América Latina | 21 de abril de 2017 | Descarga digital, Streaming | Universal Music Latino |      |